# コタイ・アリーナ
ベネチアン・アリーナ（英: Venetian Arena, 中: 威尼斯人綜藝館）は、マカオのコタイ地区、ザ・ベネチアン・マカオ内にある屋内競技場。2007年開業。13,500人収容。バスケットボール、ボクシング、内外アーティストのコンサート、国際テレビ授賞式に使われる。

## イベント実績
- 2007年
  - 11月3日、ビヨンセ
- 2008年
  - 2月7日、ポリス
  - 3月15日、セリーヌ・ディオン
- 2009年
  - 8月15日、レディ・ガガ
- 2011年
  - 1月15日、ASKA
- 2012年
  - 3月9日・10日、SUPER JUNIOR
- 2013年
  - 4月6日、鄒市明プロデビュー戦。
  - 6月29日、S.H.E
  - 9月14日、リアーナ
  - 10月12日、ジャスティン・ビーバー
  - 11月23日、マニー・パッキャオ VS ブランドン・リオス
- 2015年
  - 3月7日、アムナット・ルエンロン VS 鄒市明
- 2018年
  - 9月30日、薛之謙

## ボクシング
2013年4月6日からボブ・アラムのトップランクが鄒市明、マニー・パッキャオ、ノニト・ドネア、ギレルモ・リゴンドウの世界戦他、軽量級を中心とした豪華カードを組んでボクシング定期興行の常設会場の1つとしていたが、徐々に出場する選手の質が落ちて興行を開催する回数も減り、2017年には鄒がトップランクから独立した。